# Riama striata
Riama striata là một loài thằn lằn trong họ Gymnophthalmidae. Loài này được Peters mô tả khoa học đầu tiên năm 1863.